# Provincia de Nord-Vest, Camerun
Provincia Nord-Vest este o unitate administrativă de gradul I  a Camerunului. Reședința sa este orașul Bamenda.